# رنه فاندریکن

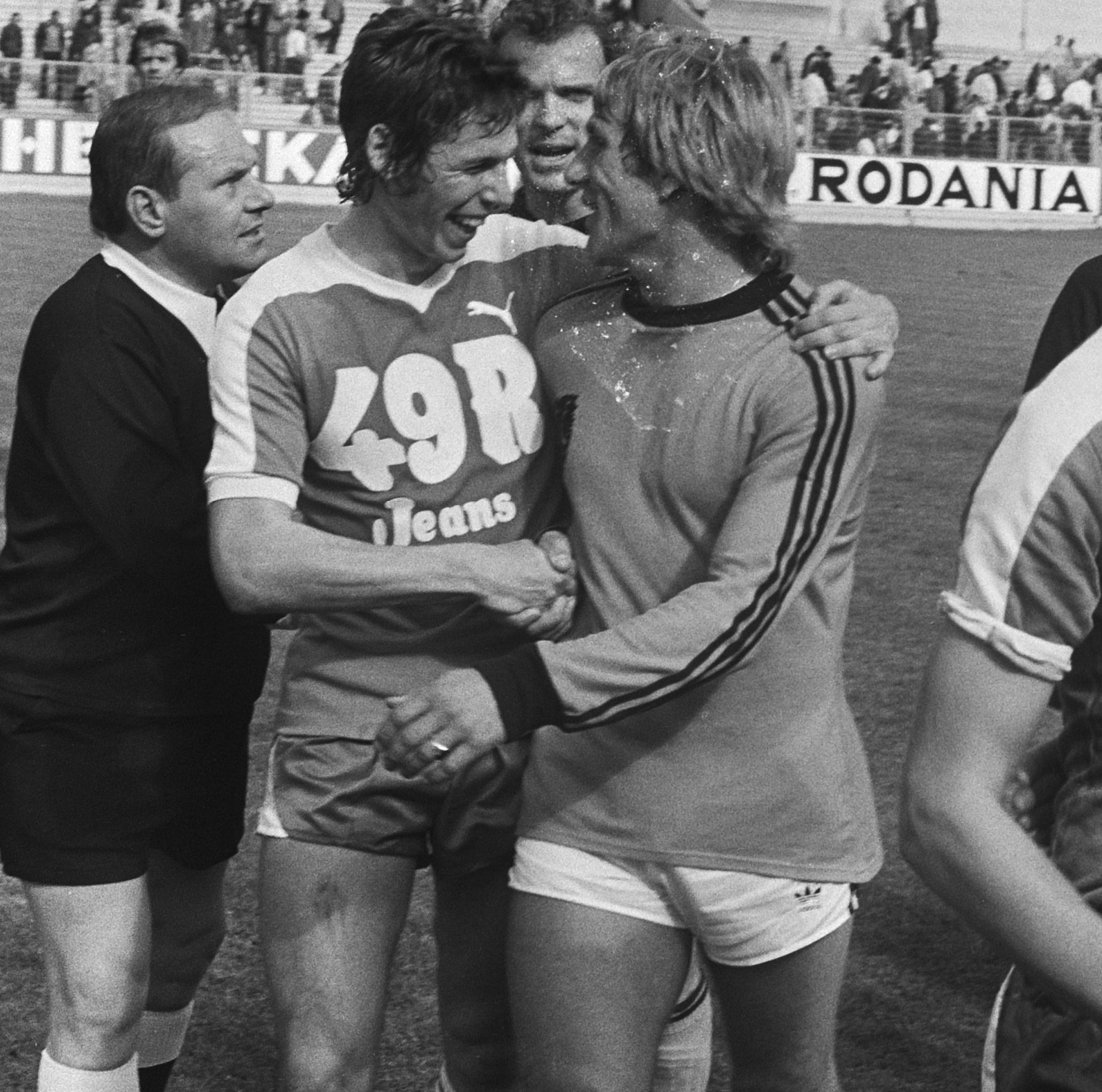
رنه فاندریکن در سمت چپ تصویر

رنه فاندریکن (به انگلیسی: René Vandereycken) بازیکن فوتبال اهل بلژیک و عضو تیم ملی فوتبال بلژیک است که در تاریخ ۱۵ نوامبر ۱۹۷۵ میلادی اولین بازی ملی‌اش را مقابل تیم ملی فوتبال فرانسه انجام داد. او در ۵۰ بازی ملی حضور داشت و جمعاً ۴۲۳۲ دقیقه برای تیم ملی فوتبال بلژیک به میدان رفت. رنه فاندریکن آخرین بازی ملی خود را در تاریخ ۸ ژوئن ۱۹۸۶ میلادی در برابر تیم ملی فوتبال عراق انجام داد. وی در بازی‌های ملی‌اش ۳ گل به ثمر رساند.